# Paratarsotomus macropalpis
Paratarsotomus macropalpis is een kleine spinachtige die behoort tot de mijten en de familie Anystidae. De mijt staat bekend als het snelste dier ter wereld, althans in relatieve zin.
De soort werd voor het eerst wetenschappelijk beschreven door Nathan Banks in 1916. De soortnaam macropalpis betekent 'grote taster'. Oorspronkelijk werd de soort in het geslacht Tarsotomus geplaatst maar in 1999 is de soort door Jürgen Otto ingedeeld bij het geslacht Paratarsotomus.
De mijt is is endemisch in Zuid-Californië. De soort wordt meestal waargenomen op betonnen voetpaden en in rotsachtige gebieden.
De mijt bereikt een lichaamslengte tot 0,7 millimeter maar de poten zijn twee keer zo lang als het lijf. Door de lange poten kan het dier snel rennen en kan zich verplaatsen met een snelheid van gemiddeld 192 en maximaal 322 keer de eigen lichaamslengte binnen een seconde. Ter vergelijking; als een mens zo snel kan rennen wordt een snelheid bereikt van bijna 2100 kilometer per uur. Het snelste landdier, het jachtluipaard, beweegt zich 16 lichaamslengtes per seconde voort bij een snelheid van 100 km/u.
Iedere poot wordt tijdens het rennen op topsnelheid 135 keer per seconde op de bodem gedrukt en opgetild. De relatief hoge snelheid waarmee de mijt zich voortbeweegt is het gevolg van sterk op elkaar aangepaste spieren en poten. Hierdoor is onderzoek naar de voortbeweging van Paratarsotomus macropalpis mogelijk bruikbaar bij toepassingen in de biomechanica.